# Чарлтон Ігл
Чарлтон Ігл (англ. Charlton Eagle; нар. 30 листопада 1963) — колишній австралійський тенісист.
Найвищу одиночну позицію світового рейтингу — 255 місце досяг 22 червня 1987, парну — 286 місце — 12 жовтня 1987 року.

## Титули на челленджерах

### Парний розряд: (1)
| Ранг | Рік  | Турнір              | Покриття | Партнер | Суперники у фіналі     | Рахунок у фіналі |
| ---- | ---- | ------------------- | -------- | ------- | ---------------------- | ---------------- |
| 1.   | 1988 | Тасманія, Австралія | Килим    | Пол Мік | Шейн Барр Роджер Рашід | 7–6, 4–6, 7–6    |